# Indonesië op de Olympische Zomerspelen 1972
Indonesië nam deel aan de Olympische Zomerspelen 1972 in München, West-Duitsland. Ook tijdens de vijfde deelname werd geen medaille gewonnen.

## Deelnemers en resultaten
(m) = mannen, (v) = vrouwen 

### Atletiek
| Olympiër            | Discipline | Resultaat | Prestatie                                         |
| ------------------- | ---------- | --------- | ------------------------------------------------- |
| Carolina Rieuwpassa | 100m (v)   | 39e       | serie 4: 6de in 12,23                             |
| Carolina Rieuwpassa | 200m (v)   | 28e       | serie 1: 6de in 24,68 kwartfinale 4: 7de in 25,03 |

### Boksen
| Olympiër      | Discipline | Resultaat | Prestatie |
| ------------- | ---------- | --------- | --- |
| Ferry Moniaga | -54kg (m)  | 5e        | 1ste ronde: vrij 2de ronde: W van NIG Silva: 5-0 3de ronde: W van GHA Destimo: 4-1 kwartfinale: V van CUB Martinez: 0-5 |
| Wiem Gommies  | -75kg (m)  | 17e       | 1ste ronde: V van URS Lemesjev: knock-out                                                                               |

### Boogschieten
| Olympiër             | Discipline      | Resultaat | Prestatie                                                                              |
| -------------------- | --------------- | --------- | -------------------------------------------------------------------------------------- |
| Tjoeij Lin Alienilin | individueel (v) | DNF       | 1ste ronde: 38ste met 1012 punten 2de ronde: 36ste met 1088 punten totaal: 2100 punten |

### Gewichtheffen
| Olympiër         | Discipline | Resultaat | Prestatie                                                                             |
| ---------------- | ---------- | --------- | ------------------------------------------------------------------------------------- |
| Charles Depthios | -52kg (m)  | 9e        | drukken: 11de met 95 kg trekken: 10de met 90 kg stoten: 3de met 125 kg totaal: 310 kg |

### Schoonspringen
| Olympiër               | Discipline   | Resultaat | Prestatie                          |
| ---------------------- | ------------ | --------- | ---------------------------------- |
| Mirnawati Hardjolukito | 3m plank (v) | 30e       | voorronde: 30ste met 188,94 punten |

Afghanistan · Albanië · Algerije · Amerikaanse Maagdeneilanden · Argentinië · Australië · Bahama's · Barbados · België · Bermuda · Birma · Bolivia · Bondsrepubliek Duitsland · Brazilië · Brits-Honduras · Bulgarije · Canada · Ceylon · Chili · Colombia · Congo-Brazzaville · Costa Rica · Cuba · Dahomey · Denemarken · Dominicaanse Republiek · Duitse Democratische Republiek · Ecuador · Egypte · El Salvador · Ethiopië · Fiji · Filipijnen · Finland · Frankrijk · Gabon · Ghana · Griekenland · Groot-Brittannië · Guatemala · Guyana · Haïti · Hongarije · Hongkong · Ierland · IJsland · India · Indonesië · Iran · Israël · Italië · Ivoorkust · Jamaica · Japan · Joegoslavië · Kameroen · Kenia · Khmerrepubliek · Koeweit · Lesotho · Libanon · Liberia · Liechtenstein · Luxemburg · Madagaskar · Malawi · Maleisië · Mali · Malta · Marokko · Mexico · Monaco · Mongolië · Nederland · Nederlandse Antillen · Nepal · Nicaragua · Nieuw-Zeeland · Niger · Nigeria · Noord-Korea · Noorwegen · Oeganda · Oostenrijk · Opper-Volta · Pakistan · Panama · Paraguay · Peru · Polen · Portugal · Puerto Rico · Roemenië · San Marino · Saoedi-Arabië · Senegal · Singapore · Soedan · Somalië · Sovjet-Unie · Spanje · Suriname · Swaziland · Syrië · Taiwan · Tanzania · Thailand · Togo · Trinidad en Tobago · Tsjaad · Tsjecho-Slowakije · Tunesië · Turkije · Uruguay · Venezuela · Verenigde Staten · Vietnam · Zambia · Zuid-Korea · Zweden · Zwitserland